# Barrio Nuevo, Tecoanapa
Barrio Nuevo är en ort i Mexiko.   Den ligger i kommunen Tecoanapa och delstaten Guerrero, i den södra delen av landet, 270 km söder om huvudstaden Mexico City. Barrio Nuevo ligger 379 meter över havet och antalet invånare är 461.
Terrängen runt Barrio Nuevo är kuperad västerut, men österut är den platt. Runt Barrio Nuevo är det ganska tätbefolkat, med 65 invånare per kvadratkilometer. Närmaste större samhälle är Ayutla de los Libres, 14,9 km öster om Barrio Nuevo. Omgivningarna runt Barrio Nuevo är en mosaik av jordbruksmark och naturlig växtlighet.